# Verpelét
Verpelét è un comune dell'Ungheria di 4.091 abitanti (dati 2001). È situato nella contea di Heves.